# Fiat 343
Le Fiat 343 est un autocar fabriqué par la division Fiat Bus du constructeur italien Fiat.
Il a été lancé en 1966 sous forme de châssis destiné aux spécialistes en carrosserie industrielle italiens. Le premier d'entre eux à l'avoir carrossé est Sicca. À l'origine on pensait que c'était une évolution du fameux Fiat 306, mais très vite on se rendit compte des grosses évolutions technique qui en feront l'un des autocars Fiat des années 1970 les plus diffusés et appréciés des sociétés de transport de ligne.
Équipé d'un tout nouveau moteur Fiat 8200.12 à 6 cylindres à plat de 9.819 cm³ il développait 194 Ch DIN. Ce moteur avait été longuement testé sur la dernière série du Fiat 409, autobus urbain. Ce moteur s'avérera très robuste, fiable et peu gourmand. Fiat en dérivera le moteur qui ira sur le camion Fiat 684, dont le succès n'est plus à démontrer.
Bien que réalisé par le carrossier Sicca, ce nouvel autocar de ligne et GT sera distribué dans le réseau Fiat Bus.
Peu de temps après, Orlandi, alors carrossier indépendant mais qui sera repris par IVECO Bus dans les années 1990, l'utilisa à volonté ainsi que Padane. Ils en tirèrent tous deux des versions GT qui sillonnèrent l'Europe. De nombreux exemplaires de certains de ces modèles seront exportés au Moyen-Orient, en Asie et surtout en Amérique du Sud.
Ce n'est qu'en 1972 que l'usine Fiat Bus de Cameri créera son propre modèle de série qui sera le plus vendu dans l'absolu. Cette carrosserie, bien dans l'air du temps, reprenait les grandes lignes qui ont fait le succès du design italien, des lignes simples et fonctionnelles, carrées mais personnelles. Le Fiat 343 Cameri a fait hériter de sa robe la dernière série du "306", le Fiat 306/3 Cameri.

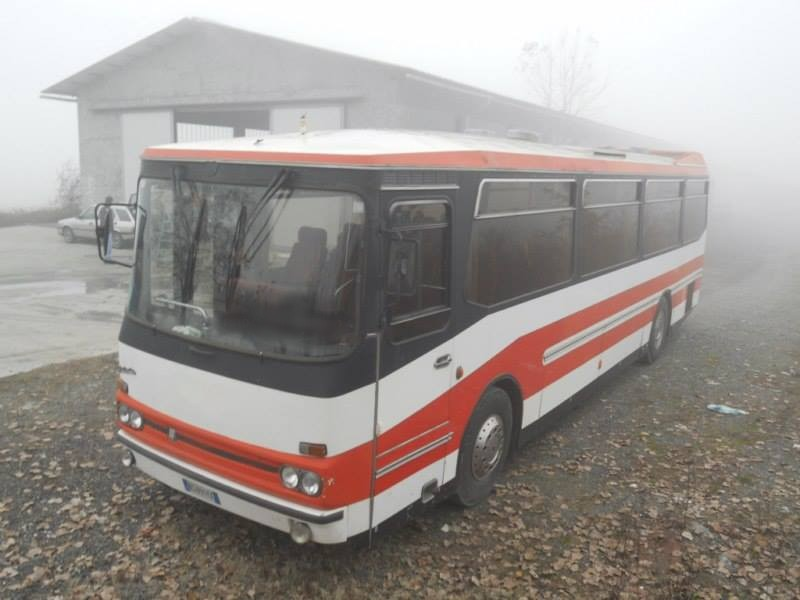
Fiat 343 Dallavia de 1975. Conservé au, musée italien de l'autobus à La Spezia, Italie. Date photo: 3 novembre 2012.

Disponible dans les deux tailles classiques des bus de ligne italiens, 11,00 et 12,00 mètres ; cette dernière avec la dénomination Fiat 343 L qui au tout début était surtout destinée aux marchés étrangers, France et Libye en particulier.
Le Fiat 343 L sera carrossé par les plus grands maîtres italiens qui sont Fiat Cameri, Orlandi, Garbarini, Barbi, De Simon, Bianchi, Padane, Dalla Via, etc.
Parmi les carrosseries les plus appréciées à l'époque, il faut signaler les Fiat 343 Padane "Esse", Barbi "Mirage". En 1970, l'autocar Orlandi "Meteor" remporta le premier "Compas d'Or" distinguant le meilleur produit de sa catégorie.
La production du Fiat 343 cessa fin 1978, en même temps que le Fiat 308. Tous deux sont remplacés par le Fiat 370 lancé en 1977. Les derniers Fiat 343 ont été radiés en Italie fin 2000 mais beaucoup d'entre eux ont retrouvé une seconde jeunesse en Afrique et dans les pays de l'Est.